# Zetobora aberrans
Zetobora aberrans är en kackerlacksart som beskrevs av Giglio-Tos 1898. Zetobora aberrans ingår i släktet Zetobora och familjen jättekackerlackor.
Artens utbredningsområde är Ecuador. Inga underarter finns listade i Catalogue of Life.